# Feodora Orel
Feodora Hryhorivna Orel, coniugata Kočerhina (in ucraino Феодора Григорівна Орел-Кочергіна?; Dnipropetrovs'k, 22 marzo 1942 – Kiev, 7 febbraio 2017), è stata una cestista sovietica.

## Carriera
Con l'Unione Sovietica ha disputato due edizioni dei Campionati mondiali (1964, 1967) e tre dei Campionati europei (1962, 1964, 1966).